# Puchar Mistrzów CONCACAF (1962)
Puchar Mistrzów CONCACAF 1962 – pierwszy sezon Pucharu Mistrzów CONCACAF, najbardziej prestiżowego turnieju w północnoamerykańskiej klubowej piłce nożnej.
W rozgrywkach wzięło udział osiem drużyn z siedmiu krajów. Zwycięzcą okazał się meksykański zespół Chivas de Guadalajara, który w dwumeczu finałowym pokonał gwatemalski Comunicaciones, zostając pierwszym triumfatorem w historii tego turnieju.

## Uczestnicy
| Kraj                | Zespół           |
| ------------------- | ---------------- |
| Antyle Holenderskie | Sithoc           |
| Gwatemala           | Comunicaciones   |
| Haiti               | Étoile Haïtienne |
| Honduras            | Olimpia          |
| Kostaryka           | Alajuelense      |
| Kostaryka           | Herediano        |
| Meksyk              | Guadalajara      |
| Salwador            | Águila           |

## Pierwsza runda
| 25 marca 1962 | Águila   | 1:1 | Comunicaciones |                                   |
|               | Soto 40' |     | 7' Palomo      | Estadio Flor Blanca, San Salvador |

| 1 kwietnia 1962 | Comunicaciones | 1:0 | Águila |                                 |
|                 | López 16'      |     |        | Estadio Mateo Flores, Gwatemala |

| 1 kwietnia 1962 | Olimpia | 0:1 | Alajuelense  |                                             |
|                 |         |     | 30' Alvarado | Estadio Tiburcio Carías Andino, Tegucigalpa |

| 8 kwietnia 1962 | Alajuelense  | 1:1 | Olimpia   |                               |
|                 | Alvarado 41' |     | 54' Suazo | Estadio de Alajuela, Alajuela |

| 8 kwietnia 1962 | Étoile Haïtienne              | 3:2 | Sithoc                     |                                    |
|                 | Pierre 8', 35' · Delpeche 59' |     | 60' Thieman · 81' Valeriam | Stade Sylvio Cator, Port-au-Prince |

| 15 kwietnia 1962 | Sithoc | 1:1 | Étoile Haïtienne |                                  |
|                  |        |     |                  | Ergilio Hato Stadium, Willemstad |

| 29 kwietnia 1962 | Guadalajara    | 2:0 | Herediano |                              |
|                  | Reyes 28', 33' |     |           | Estadio Jalisco, Guadalajara |

| 5 maja 1962 | Herediano | 0:3 | Guadalajara                           |                                         |
|             |           |     | 18' Valdivia · 29' Barba · 31' Flores | Estadio Eladio Rosabal Cordero, Heredia |

## Druga runda
| 15 kwietnia 1962 | Comunicaciones               | 3:1 | Alajuelense  |                                 |
|                  | Peña 7', 50' · Pericullo 51' |     | 80' Alvarado | Estadio Mateo Flores, Gwatemala |

| 29 kwietnia 1962 | Alajuelense            | 3:2 | Comunicaciones                  |                               |
|                  | Alvarado 22', 72', 78' |     | 20' Pensamiento · 70' (k.) Peña | Estadio de Alajuela, Alajuela |

## Półfinał
| 15 lipca 1962 | Comunicaciones             | 2:0 | Sithoc |                                 |
|               | Pericullo 8' · Masella 43' |     |        | Estadio Mateo Flores, Gwatemala |

| 22 lipca 1962 | Sithoc         | 1:1 | Comunicaciones |                                 |
|               | Comenencia 65' |     | 29' Peña       | Estadio Mateo Flores, Gwatemala |

## Finał
| 29 lipca 1962 | Comunicaciones | 0:1 | Guadalajara  |                                 |
|               |                |     | 43' Valdivia | Estadio Mateo Flores, Gwatemala |

| 21 sierpnia 1962 | Guadalajara                          | 5:0 | Comunicaciones |                              |
|                  | Reyes 25', 47', 89' · Jasso 42', 61' |     |                | Estadio Jalisco, Guadalajara |

| ZDOBYWCA PUCHARU MISTRZÓW CONCACAF 1962 |
|                                         |
| GUADALAJARA                             |
| 1. TYTUŁ                                |

## Strzelcy goli
6 goli
- Guido Alvarado (Alajuelense)

5 goli
- Salvador Reyes (Guadalajara)

4 gole
- Hugo Peña (Comunicaciones)

2 gole

- Juan Jasso (Guadalajara)
- Jerónimo Pericullo (Comunicaciones)
- Lucien Pierre (Étoile Haïtienne)
- Javier Valdivia (Guadalajara)

1 gol

- Javier Barba (Guadalajara)
- Carlo Comenencia (Sithoc)
- Gérard Delpeche (Étoile Haïtienne)
- Francisco Flores (Guadalajara)
- Francisco López (Comunicaciones)
- Fredy Masella (Comunicaciones)
- Guillermo Palomo (Comunicaciones)
- Obdulio Pensamiento (Comunicaciones)
- José Luis Soto (Águila)
- Carlos Suazo (Olimpia)
- Esteban Thieman (Sithoc)
- Romualdo Valeriam (Sithoc)